# (31649) 1999 GL55
1999 GL55 (asteroide 31649) é um asteroide da cintura principal. Possui uma excentricidade de 0.03036510 e uma inclinação de 1.17518º.
Este asteroide foi descoberto no dia 7 de abril de 1999 por Spacewatch em Kitt Peak.